# Васильев, Игорь Алексеевич
Игорь Алексеевич Васи́льев (20 мая 1938, Москва — 23 декабря 2007, там же) — советский и российский актёр театра и кино, народный артист РФ (2003).

## Биография
Родился 20 мая 1938 года в Москве. Сын известного московского архитектора Алексея Алексеевича Васильева (1901—1991).
В 1961 году окончил школу-студию МХАТ (курс А. М. Карева), в 1973 году — Высшие курсы сценаристов и режиссёров.
С 1961 года — актёр и режиссёр МХАТ (в 1963—1970 годах — актёр «Современника»), позднее — МХТ имени Чехова.
Наибольшую популярность актёру принесли роли в фильмах «Вариант „Омега“» (1975, майор Шлоссер), «Трактир на Пятницкой» (1978) и «Завещание профессора Доуэля» (1984, доктор Роберт Корн).
Скончался 23 декабря 2007 года от сердечного приступа на 70-м году жизни в Москве. Похоронен 26 декабря на Троекуровском кладбище столицы.
Последний спектакль Московского художественного театра, в котором Васильев был занят, играя старика Али, назывался «Тутиш». 30 декабря спектакль был сыгран в его память.

### Семья
Первый раз женился в студенчестве на однокурснице.
Одной из жён была актриса, народная артистка РСФСР (1988) Ирина Мирошниченко (в браке 1975—1980).

## Творчество

### Роли в театре

#### МХАТ
- «Три толстяка» Юрия Олеша — канатаходец Тибул
- «Сладкоголосая птица юности» Теннесси Уильямса — Чанс Уэйн
- «На всякого мудреца довольно простоты» А. Н. Островского — Глумов
- «Мария Стюарт» Ф. Шиллера — Лестер
- «Валентин и Валентина» Михаила Рощина — Гусев
- «Старый Новый год» Михаила Рощина — Валерик
- «Дядюшкин сон» Ф. М. Достоевского — Мозгляков
- «Утиная охота» А. В. Вампилова — Зилов
- «Мастер и Маргарита» М. А. Булгакова  —  Понтий Пилат
- «Московский хор» — Саша
- «Борис Годунов» А. С. Пушкина  — Басманов
- «Преступление и наказание» Ф. М. Достоевского — Аркадий Иванович Свидригайлов
- «Сон в летнюю ночь» Шекспира — Оберон
- «Маскарад» М. Ю. Лермонтова — Неизвестный
- «Амадей» — барон Готфрид Ван Свитен
- «Новый американец» С. Д. Довлатова — Баскин
- «Тутиш» — Али

### Роли в кино
- 1964 — Город — одна улица — Сенечка
- 1966 — Строится мост — бригадир сварщиков Сашка Малашкин
- 1967 — Не самый удачный день — посетитель кафе
- 1971 — Гойя, или Тяжкий путь познания — Сан Адриан
- 1972 — Схватка
- 1973 — Инженер Прончатов — Олег Олегович Прончатов
- 1974 — Единственная дорога — Эрих Гюнтер
- 1975 — Вариант «Омега» — барон Георг фон Шлоссер, полковник абвера
- 1975 — Маленькие зверюшки Антони ван Левенгука (короткометражный) — де Грааф
- 1977 — Кафе «Изотоп» — академик Коростылёв
- 1978 — Трактир на Пятницкой — сотрудник милиции Зайцев
- 1979 — Бархатный сезон — Парадье
- 1979 — Похищение «Савойи» — Лансье
- 1979 — Вернёмся осенью — Евгений Кузьмин
- 1979 — Погоня в степи
- 1980 — Поэма о крыльях — Кириллов
- 1980 — Кодовое название «Южный гром» — «полковник Павел»
- 1981 — Долгий путь в лабиринте — Константин Лелека
- 1981 — Дочь командира — майор Крейц
- 1981 — Линия жизни — Николай Николаевич Крумов
- 1981 — Единственный мужчина — Корецкий
- 1983 — Чёрный замок Ольшанский — князь Витовт
- 1983 — Возвращение с орбиты — руководитель полётов
- 1984 — Завещание профессора Доуэля — доктор Роберт Корн
- 1985 — С юбилеем подождём — скульптор
- 1991 — Оружие зевса — доктор Мартин Конт
- 1992 — Выстрел в гробу — генерал Кагорный
- 1992 — Казино
- 1992 — Слава богу, не в Америке… — управляющий
- 1992 — Плащаница Александра Невского — «Шаман», Семён Петрович
- 1993 — Бравые парни — генерал, командир дивизии
- 1998 — Чехов и Ко — Лопнев, Восьмёркин
- 2002 — Бабий Яр — Эрвин Танц
- 2004 — Время жестоких — Валентин Свиридов
- 2005 — МУР есть МУР — 3 — Глеб Дмитриевич Ферапонтов — самый богатый человек в Москве
- 2006 — Гражданин начальник — 3 — Игорь Мироненко
- 2006 — Очарование зла — генерал Скоблин
- 2006 — 2007 — Пером и шпагой — Шевалье д’Эон (в старости — в истинном обличии — женщина)
- 2006 — Возьми меня с собой — Николай Сергеевич Каретников (отец Марго и Аллы)

## Признание и награды
- Заслуженный артист РСФСР (1984)
- Орден Дружбы (1998)[5]
- Народный артист Российской Федерации (2003)[1]